# Paul Robinson (musicien)
 (mars 2024).
La mise en forme du texte ne suit pas les recommandations de Wikipédia : il faut le « wikifier ».
Les points d'amélioration suivants sont les cas les plus fréquents. Le détail des points à revoir est peut-être précisé sur la page de discussion.
- Les titres sont pré-formatés par le logiciel. Ils ne sont ni en capitales, ni en gras.
- Le texte ne doit pas être écrit en capitales (les noms de famille non plus), ni en gras, ni en italique, ni en « petit »…
- Le gras n'est utilisé que pour surligner le titre de l'article dans l'introduction, une seule fois.
- L'italique est rarement utilisé : mots en langue étrangère, titres d'œuvres, noms de bateaux, etc.
- Les citations ne sont pas en italique mais en corps de texte normal. Elles sont entourées par des guillemets français : « et ».
- Les listes à puces sont à éviter, des paragraphes rédigés étant largement préférés. Les tableaux sont à réserver à la présentation de données structurées (résultats, etc.).
- Les appels de note de bas de page (petits chiffres en exposant, introduits par l'outil «  Source ») sont à placer entre la fin de phrase et le point final[comme ça].
- Les liens internes (vers d'autres articles de Wikipédia) sont à choisir avec parcimonie. Créez des liens vers des articles approfondissant le sujet. Les termes génériques sans rapport avec le sujet sont à éviter, ainsi que les répétitions de liens vers un même terme.
- Les liens externes sont à placer uniquement dans une section « Liens externes », à la fin de l'article. Ces liens sont à choisir avec parcimonie suivant les règles définies. Si un lien sert de source à l'article, son insertion dans le texte est à faire par les notes de bas de page.
- La présentation des références doit suivre les conventions bibliographiques. Il est recommandé d'utiliser les modèles {{Ouvrage}}, {{Chapitre}}, {{Article}}, {{Lien web}} et/ou {{Bibliographie}}. Le mode d'édition visuel peut mettre en forme automatiquement les références.
- Insérer une infobox (cadre d'informations à droite) n'est pas obligatoire pour parachever la mise en page.

Pour une aide détaillée, merci de consulter Aide:Wikification.
Si vous pensez que ces points ont été résolus, vous pouvez retirer ce bandeau et améliorer la mise en forme d'un autre article.
Pour les articles homonymes, voir Paul Robinson et Robinson.
Paul Robinson (né le 28 mars 1955) est un musicien né britannique de Rotherham. 

## Carrière
Il est surtout connu en tant que batteur ayant joué et tourné avec Nina Simone durant les 19 dernières années de sa vie. Ses concerts les plus remarquables ont lieu au Carnegie Hall, au Festival international de Baalbek, au Royal Festival Hall, au Hollywood Bowl, et à l'Olympia (Paris)."Il apparaît sur l'album de Nina Simone "A Single Woman" sorti en 1993. Il joue sur le succès des Proclaimers "I’m Gonna Be" (500 Miles) produit par Pete Wingfield. Il enregistre avec Tracey Ullman "They Don’t Know About Us" (une production de Pete Collins). 
En 1972, Paul rejoint Gullivers People au club Shaftesbury Avenue Tiffanys (maintenant The Rain Forest Cafe). En 1973, il rejoint le groupe pop, The Brotherhood of Man en tant que batteur/chef d'orchestre dont la musique est arrangée par Colin Frechter (Colin joue le solo de l'ocarina sur le succès "Wild Thing" des Troggs). Entre 1974 et 1979, Paul se tourne vers le monde du jazz et du studio. En 1976, il rejoint Turning Point,, sous la direction de Jeff Clyne, avec Brian Miller au piano et la chanteuse Pepi Lemer. Turning Point reçoit des critiques favorables, notamment dans le magazine musical britannique Melody Maker. Les sessions jazz de Paul incluent Zoot Money, Cleo Laine, Johnny Hawksworth, Billy Ocean, Billy Conolly (tournée de 2 mois), Colin Hodgkinson (Back Door), L'Espion qui m'aimait (1977 avec Paul Buckmaster), l'album de Shusha Guppy (également avec Paul Buckmaster). Il participe à de nombreuses émissions de télévision pour enfants (avec Brian Rodwell), notamment Hit The Note et Play Away, toutes deux mettant en vedette le pianiste et directeur musical Jonathan Cohen. Paul tourne dans les Caraïbes avec Ray Davies et The Button Down Brass. En 1976, Paul a fait sa première apparition au Top of the Pops avec Jesse Green.
Paul effectue sa première tournée aux États-Unis en 1979 avec Sniff 'n' the Tears et joue sur leur deuxième album, The Game's Up. Pendant cette période, il joue également avec The Buggles sur leur tube "Video Killed the Radio Star" de l'album "The Age of Plastic", qui atteint la première place des classements pop britanniques.
Paul Robinson crée en 2005 une entreprise d'enregistrement en ligne dans son studio à domicile, Drummer Online. Paul fait partie du conseil d'administration du Projet Nina Simone mis en place par Crys Ambrust. Paul Robinson est soutenu par Bay Custom Drums, une entreprise anglaise basée en France. Il réside actuellement dans le Cambridgeshire.